# Idioma lushootseed
El lushootseed (también xwəlšucid, dxwləšúcid, Puget salish, Puget sound salish, skagit-nisqually) es un idioma o continuum dialectal de varios grupos amerindios salish del actual estado de Washington. El lushootseed es un miembro de dos divisiones principales del grupo del idioma salishan, salish costero y salish del interior.
El lushootseed, como su vecino twana, está en el subgrupo salish de la costa sur de la familia de lenguajes salishan. El idioma fue hablado por muchas personas de la región del Puget Sound, incluyendo a los duwamish, suquamish, la tribu de la Isla Squaxin, nisqually, y puyallup en el sur y los snohomish, skagit, y los swinomish en el norte.

## Subdivisiones
El lushootseed consiste en dos grupos dialectales que pueden dividirse en subdialectos:
- Lushootseed norteño
  - Snohomish (en Tulalip)
  - Skagit-Swinomish (en el río Skagit y la isla de Whidbey)
  - Sauk-Suiattle (en los ríos Sauk y Suiattle)
- Lushootseed sureño
  - Skykomish
  - Snoqualmie
  - Suquamish
  - Duwamish
  - Muckleshoot (en los ríos Green y White)
  - Puyallup
  - Nisqually
  - Sahewamish

La división en los grupos norteño y sureño está basada en el vocabulario y en los patrones de entonación. De forma más precisa, los dialectos forman una clina.

## Algo de vocabulario

### Vocabulario sobre el salmón del lushootseed sureño
ačáəddxʷuna palabra que refiere a todos los salmones del Pacífico y a algunas especies de trucha.
sác’əbchinook o rey
x̌dʔəwáxʷsalmón rojo
sq’ə́čqssalmón plateado
salʷmʷn chumsalmón chum
hədúʔSalmón rosado
qíw’x̌dipterodones de cabeza plateada
pədkʷəxʷicla temporada del salmón plateado
sc’áy’tbranquias
ɬičáʔaredes
ɬičaʔalikʷred de pescar
ʔálil tiʔíɬ ƛ’usq’íltemporada de desove
skʷəlúbgrasa corporal
sč’ət’šádsaleta dorsal
t’áltədcuchillo de filetear
sq’wəlúspescado secado para almacenar
səlúsqidcabezas de pescado
qəlx̌huevas secas de salmón
ƛ’ə́bƛəštshuevas frescas
sɬúʔbsalmón chum seco
sxʷúdzəʔdaliɬədpescado con una gran cantidad de grasa corporal
xʷšábúsligeramente ahumado